# The Lightship Group

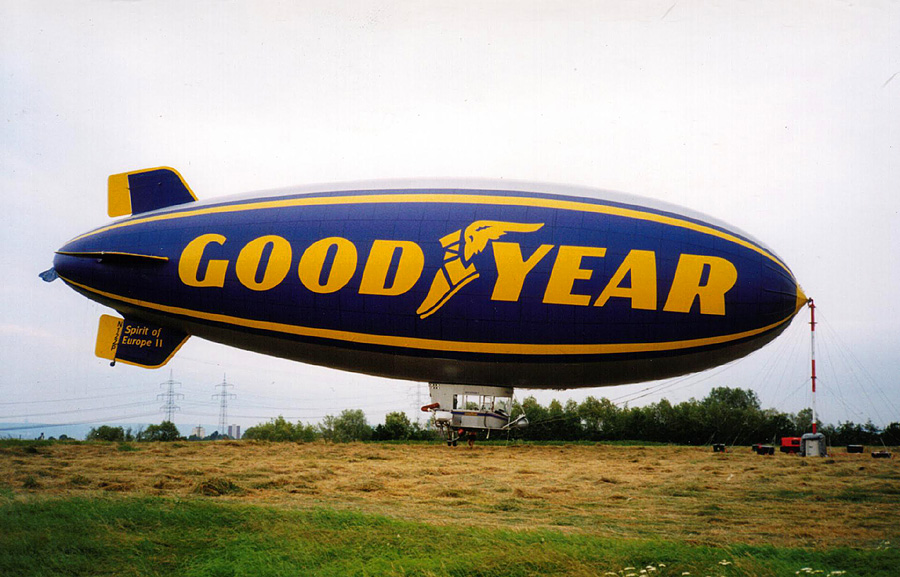
Die „Spirit of Europe II“, betrieben für Goodyear.

The Lightship Group ist ein amerikanischer Betreiber von Luftschiffen.

## Firmengeschichte
1987 wurde die American Blimp Corporation (ABC) von Jim Thiele, der das Konzept der Lightships erdachte gegründet. 1988 wurde der Prototyp des A-50 gebaut.
Ein erstes von insgesamt vier Luftschiffen wurde 1990 von der Virgin Lightships Inc, einem Tochterunternehmen der Virgin Group gekauft, nachdem sie 1989 für den Betrieb dieser Schiffe gegründet worden war. Es handelte sich dabei um den A-60 Prototyp, der in Hillsboro/Oregon gebaut wurde und nach seiner FAA-Zertifizierung an Virgin übergeben worden war. 1991 wurde dieses Modell zum Lightship A-60+ verbessert, indem das Hüllenvolumen auf 1926 m³ (68 000 cft) vergrößert wurde.
1993 wurde Lightship America als Tochter von ABC und Betreiber von Luftschiffen gegründet. Sie nahm ihren Betrieb mit dem ersten von drei A-60+ Luftschiffen auf.
Zwei Jahre später, 1995 entstand The Lightship Group (TLG) als Partnerschaft zwischen Virgin Lightships und Lightship America. Sie verfügte dann über insgesamt sieben A-60+ Luftschiffe mit Büros in Orlando/Florida und Telford/Großbritannien.
Das erste Lightship A-150 für neun Passagiere wurde 1997 gebaut und von der FAA zertifiziert. Es war als Flaggschiff von der Sanyo North America Corporation in Auftrag gegeben worden.
Mit der weiteren Expansion der TLG in den späten 1990ern wurden auch Büros in Rio de Janeiro 1998 und Singapur 1999 eröffnet.
Im Oktober 1993 ging ein A-60+-Lightship für die Firma MetLife als Werbeträger in Betrieb („Snoopy I“), im Februar 1994 folgte ein zweiter MetLife-Blimp („Snoopy II“).
Um Luftaufnahmen und die Übertragung von Großereignissen mit der weltweit operierenden Luftschiffflotte der TLG anbieten zu können, wurde 2000 die Flying Pictures Live Ltd, einer Zusammenarbeit der TLG und Flying Pictures, Ltd (Großbritannien) gebildet.
Im gleichen Jahr am 19. Januar 2000 stellte ein A60+-Luftschiff in Staffordshire/England mit 92,8 km/h einen absoluten FAI-Geschwindigkeitsweltrekord für Luftschiffe aller Klassen auf. Er wurde erst am 27. Oktober 2004 von einem Zeppelin NT gebrochen, welcher 111 km/h erreichte und von dem amerikanischen Flugpionier Steve Fossett gesteuert worden war. Von Oktober bis November 2000 half ein Luftschiff vom Typ A60+ der UN bei der Suche nach Minen und Blindgängern im Kosovo. Zur Detektion wurde ein Radargerät verwendet.
2001 betrieb die TLG 16 Lightships auf fünf Kontinenten für Kunden wie beispielsweise Mazda, Sanyo, oder auch Goodyear.
Virgin Lightships wurde 2002 von einem Tochterunternehmen der American Blimp Cooperation gekauft, die seitdem über die vollständige Kontrolle der The Lightship Group verfügt.

## Unfall
Am Abend des 12. Juni 2011 fing das für eine Goodyear-Werbekampagne fahrende Luftschiff „Spirit of Safety II“ (Zulassung G-TLEL), welches zu Filmaufnahmen einer Veranstaltung des Hessentags 2011 in Oberursel eingesetzt war, beim Landeanflug auf den Flugplatz Reichelsheim Feuer, stürzte ab und brannte völlig aus. Der Pilot kam dabei ums Leben, drei mitreisende Journalisten konnten sich aus der brennenden Kabine retten.